# Heinrich Josef Thimus
Heinrich Josef Thimus (ab 1780: Heinrich Josef Freiherr von Thimus-Zieverich; * um 1719 in Eupen; † 1789) war ein deutscher Rittergutsbesitzer und Bürgermeister der Reichsstadt Aachen.

## Leben und Wirken
Heinrich Josef Thimus war der Sohn des Eupener Bankiers und Färbereibesitzers sowie mehrfachen Bürgermeisters Leonard Thimus und der Anna Maria Gade. Durch seinen Vater, der 1733 das Aachener Bürgerrecht erhalten hatte und Eigentümer der Roten Burg in der Kleinkölnstraße wurde, war Heinrich Josef Thimus berechtigt, öffentliche Ämter in der Stadt auszuüben. Hauptberuflich bekleidete er als königlich ungarisch-böhmischer Oberforstmeister das Forstmeisteramt im Herzogtum Limburg und engagierte sich darüber hinaus als Vertreter der sogenannten „Alten Partei“, die konservativ und traditionell ausgerichtet war, im Stadtrat der Stadt Aachen. In den Jahren 1777/78, 1779/80, 1781/82 und 1783/84 wurde Thimus jeweils zusammen mit dem Schöffenbürgermeister Joseph Xaver von Richterich als Vertreter der Zünfte zum Bürger-Bürgermeister gewählt. Da er sich hierbei zusammen mit von Richterich im jährlichen Wechsel im Bürgermeisteramt mit den ebenfalls konservativen Bürgermeistern Stephan Dominicus Dauven und Johann Jakob von Wylre abgelöst hatte, sahen sich die Vertreter der „Neuen Partei“, die vor allem aus Kaufleuten und führenden Tuch- und Nadelfabrikaten bestand, massiv blockiert und benachteiligt. Dies heizte die schon seit Jahren schwelende Aachener Mäkelei weiter an und es kam in den 1780er-Jahren zu massiven und teils gewalttätigen Unruhen in der Stadt. 
Nachdem Thimus für seine Verdienste als Oberforstmeister am 13. März 1779 von der Kaiserin Maria Theresia in den Reichsadelstand erhoben worden war, erhielt er darüber hinaus nach dem Erwerb der Burg Zieverich den an das Majorat Zieverich gebundenen Freiherrentitel, der nach den Regeln der Primogenitur an den jeweils erstgeborenen Sohn vererbt werden durfte. Dieser Titel ging somit an seinen Sohn, den Kaufmann Karl Erhard von Thimus-Zieverich (* 1763), über, der jedoch ohne männliche Nachkommen blieb.
Heinrich Joseph Freiherr von Thimus-Zieverich war in erster Ehe verheiratet mit der aus Eupen stammenden Katharina Goertz, Tochter des Färbereibesitzers und Erbauers der dortigen Nisperter Kapelle Erich Adolph Görtz, mit der er drei Kinder bekam. Nach ihrem Tod heiratete er Therese Josefine Baronin van Grave de Bajenrieux (1743–1830) aus Brüssel, die ihm weitere zehn Kinder gebar und durch ihren Mann im Jahr 1829 in den preußischen Freiherrenstand aufgenommen wurde. Über seinen jüngsten Sohn, Philipp Anton von Thimus (* 1777) ist er der Großvater des Appellationsgerichtsrates Albert von Thimus.